# Krzeczów (powiat bocheński)
Krzeczów – wieś w Polsce położona w województwie małopolskim, w powiecie bocheńskim, w gminie Rzezawa.
W latach 1975–1998 miejscowość należała administracyjnie do województwa tarnowskiego. Integralne części miejscowości: Bełch, Pagórek (zniesiona w 2023 r.), Zakącie(zniesiona w 2023 r.), Ziętarnia.
Miejscowość jest siedzibą parafii Matki Bożej Nieustającej Pomocy. W strukturze kościoła rzymskokatolickiego parafia należy do metropolii krakowskiej, diecezji tarnowskiej, dekanatu Bochnia Wschód.
W Krzeczowie działa także klub sportowy pod nazwą Błękitni Krzeczów.

## Położenie
Krzeczów jest najbardziej na zachód wysuniętym sołectwem gminy i stanowi jej granicę z miastem Bochnia. Sąsiaduje z miejscowościami:
- Rzezawa – od wschodu
- Łazy – od południa
- Gorzków – od południa
- Bochnia – od zachodu
- Słomka – od północy
- Ostrów Szlachecki – od północy

Krzeczów usytuowany jest na zachodnim krańcu Kotliny Sandomierskiej, w obszarze dwóch jednostek geologicznych: Doliny Raby (centralna i zachodnia część wsi), a część wschodnia w obrębie Wysoczyzny Szczepanowskiej. Miejscowość ta położona jest w obrębie Zapadliska Przedkarpackiego, wchodzącego w skład Platformy Europejskiej.
Krajobraz dzisiejszej wsi sięga swymi korzeniami do okresu, gdy w miocenie masy fliszu piaskowco-łupkowego spychały na północ morze, wypełniając zapadlisko przedgórskie. Złożone w tym zapadlisku piaski i iły były w czasie późniejszego podnoszenia gór, łatwo rozmywane przez rzeki, tworząc na przedpolu Karpat bruzdy erozyjno-denudacyjne.

## Nazwa Krzeczów
„Słownik Historyczno-Geograficzny Województwa Krakowskiego w Średniowieczu” wymienia używane wcześniej nazwy wsi Krzeczów: Crecew (w roku 1238), Creczow (1282), Krzeczow (1350), Krzeczow (1362), Crzeczau (1407-8), Czeczow (1414-5), Krzeczow (1458), Czechow (1471), Krzyeczow (1493), Krzessow (1523).
Słownik polszczyzny XVI wieku podaje: Krzeczów – może pochodzić od słowa "krzeczeć" lub "krzektać" (o żabie) – skrzeczeć. Inne zbliżone słowa to "krzeczek" – chomik, "krzeczoł" – ptak – rarug, "krzeczotnik" – ten co opiekuje się ptakami na polowaniu.
Brak jest opracowań na temat łowów z ptakami w średniowieczu, więc temat: polowanie i ptaki myśliwskie w Krzeczowie pozostaje otwarty.

### Nazwy obiektów fizjograficznych
Błonie, Buczynka, Chmielnik, Cegielnia, Gradowiec, Grądy, Kaczeniec, Klasy, Kruszynie, Łysina, Pasternik, Piaski, Podstawie, Skotnica, Ujma, Wiołka, Wójtowstwo, Zalesie.

## Gleby
Na obszarze Krzeczowa przeważają mady rzeczne: lekkie, średnie oraz ciężkie. Natomiast w centralnej i zachodniej części wsi dominują gleby bielicowe gliniaste, terenów równinnych – nizinnych i wyżynnych.
Podobnie jak w całym powiecie bocheńskim, gleby w Krzeczowie cechuje kwaśny lub lekko kwaśny odczyn i wymagają one wapniowania. Gmina Rzezawa wraz z sąsiednimi Brzeskiem, Dębnem i Szczurową tworzy enklawę o gorszych warunkach bonitacyjnych dla produkcji rolniczej, otoczoną od wschodu, północy i zachodu terenami, gdzie te warunki należą do najlepszych w Małopolsce. Mimo to Krzeczów ma relatywnie najlepsze warunki glebowe w gminie, dominuje tu IV i III klasa bonitacyjna gleb.
Powstanie gleb na obszarze wsi związane jest z lądolodem skandynawskim.

## Wody i klimat
Obszar gminy Rzezawa, należy do dorzecza górnej Wisły. Cały ten teren jest odwadniany przez ciek wodny Grabka (zwany także Młynówką lub Gróbką), mający swoje źródła na Pogórzu Wiśnickim (okolice Dołuszyc). Kierunek tego cieku w granicach wsi jest południkowy.
Początek zjawisk lodowych na obszarze Krzeczowa przypada najwcześniej na pierwsza dekadę listopada, a pokrywa lodowa pojawia się w pierwszej dekadzie grudnia. Stany wody na Grabce są kształtowane pod pływem opadów i roztopów. Średnie najniższe stany wody przypadają na wrzesień lub październik, w grudniu następuje lekki wzrost pod pływem opadów jesiennych. Wezbrania roztopowe lub roztopowo–opadowe występują regularnie na wiosnę, z powodu wysokiego obwałowania powodzie praktycznie nie występują, a w przypadku ogromnych opadów deszczu (jak w 1997 r.) dochodzi jedynie do zalania niewielkich obszarów UR i podmycia wałów.
Na obszarze Krzeczowa występuje klimat: podgórski nizin i kotlin obejmujący Kotlinę Sandomierską. Charakteryzuje się on bardzo dobrymi warunkami dla potrzeb rolnictwa. Okres wegetacyjny trwa 220 dni suma opadów wynosi od 700 do 750mm. Temperatury ujemne występują przez około 105 – 110 dni w roku, a okres zalegania pokrywy śnieżnej jest nie dłuższy niż 60 dni. Przymrozki mogą występować od końca września do końca kwietnia. Przeważają tu wiatry zachodnie i południowo-zachodnie które łącznię stanowią ponad 50%. Jednak największą ilość opadów przynoszą wiatry wiejące z kierunku północno-zachodniego.

## Fauna i flora
Krzeczów położony jest w krainie geobotanicznej: Kotliny Sandomierskiej. W Kotlinie Sandomierskiej lasy są pozostałością po dawnych puszczach leśnych, dzisiaj po tym wielkim zbiorowisku leśnym pozostały zaledwie nazwy miejscowości wchodzących w skład gminy Rzezawa (Dąbrówka, Buczków, Jodłówka, Dębina), które sugerują nam jakie dominowały rodzaje drzew w tym rejonie. Lasy czysto bukowe lub jodłowe należą tu już do rzadkości. Bukowi czy jodle często towarzyszą: sosna, świerk, a niekiedy grab lub dąb. Jednak w wyniku działalności gospodarczej człowieka, wielka puszcza porastająca Kotlinę Sandomierską, uległa wyniszczeniu. Obecnie w miejsce dawnych gęstych lasów wkroczyły przeważnie pola uprawne i łąki. W istniejących płatach leśnych dominują mieszane lasy sosnowo-dębowe oraz dębowo-grabowe, z dobrze wykształconymi poszyciami.
Ze względu na dobrze rozwiniętą sieć osadniczą oraz dużą powierzchnię UR, fauna obszaru gminy Rzezawa w odróżnieniu od flory jest znacznie uboższa. Wśród zwierząt dziko żyjących najczęściej spotykane są: sarny, kuropatwy, lisy, zające szaraki i jeże. Gromada płazów najliczniej reprezentowana jest przez żabę trawną, żabę wodną oraz traszkę zwyczajną, wśród gadów najczęściej widziane są: zaskroniec i padalec zwyczajny, a z ptactwa: gołębie, wróblowate, jaskółki i bociany. Prócz tego na terenie gminy Rzezawa występuje wiele gatunków owadów, mięczaków i pajęczaków. Ze względu na zwiększającą się liczbę nowych domostw oraz coraz większe zanieczyszczenie m.in. cieków wodnych, wiele gatunków zwierząt jest wypieranych ze swoich siedlisk. Takim przykładem jest rak, który jeszcze w latach sześćdziesiątych a nawet siedemdziesiątych, był często spotykany na obszarze cieku Grabka, a obecnie ze względu na duże zanieczyszczenie wyginął.

## Demografia
Krzeczów należy do osad o dodatnim przyroście rzeczywistym ludności. Na przestrzeni ostatnich dwunastu lat (1996-2008), liczba mieszkańców wzrosła z 1375 do 1454. Główną przyczyną rozwoju tej miejscowości jest dogodne położenie na osi miast Bochnia-Brzesko, oraz przebiegające nieopodal trakty komunikacyjne: linia kolejowa E 30 Kraków – Lwów i droga międzynarodowa E40.
Głównym źródłem utrzymania mieszkańców jest praca w sąsiednich miastach Bochni, Brzesku oraz w Krakowie. Rolnictwo nie odgrywa większej roli. Tutejsza ludność (podobnie jak mieszkańcy całej Małopolski) rezygnuje z pracy w rolnictwie, z powodu nieopłacalności produkcji na małych obszarowo gospodarstwach.

## Historia
W świetle badań archeologicznych w okresie wczesnośredniowiecznym tj.do połowy XIII w. tereny bocheńskiego powiatu leżące w dolinie Raby i jej dopływów, a także częściowo Grabki były zajęte przez pas wąskiego osadnictwa. W II połowie XII w. rozpoczyna się na tych ziemiach kolonizacja na prawie niemieckim. Wtedy właśnie powstaje wieś Krzeczów. źródła historyczne potwierdzają istnienie osady w XII w. Nazwa Krzeczów po raz pierwszy pojawia się w dokumencie z 1282 roku. Dokument ten spisany został i zatwierdzony przez Leszka Czarnego. Informował on, iż za zgodą klasztoru staniąteckiego Hortmund – właściciel sołectwa obejmującego Brzeźnicę i Nową Brzeźnicę (dzisiejsze Łazy) – sprzedał je swojemu zięciowi Janowi. Sołectwo to graniczyło z terenami wsi Krzeczów. Krzeczów stanowił własność monarszą. W czasach Kazimierza Wielkiego dobra monarsze zostały zorganizowane i rozbudowane w większy kompleks majątkowy – dobra Krzeczowskie. W 1350 r. należały do nich wsie: Krzeczów z dworem, połowa Ostrowa (później tzw. Ostrów Królewski), część Wrzępi, Borek, Jodłówka, Rzezawa, a od 1439 r. również Dąbrówka. Od 1439 r. Dobra krzeczowskie były systematycznie zastawiane. Najpierw rodzinie Wątróbków ze Strzelec Małych (do 1464 r.), potem Jakubowi Cielę z Paniewa (do 1471 r.), następnie Gniadym z Zabierzowa (przed 1503 r.). W 1493 r. pojawiła się obok Bochni niewielka osada Ryczywół. Wydaje się, że również stanowiła własność królewską, jako że leżała na terenie królewskiego Krzeczowa.
Wieś Krzeczów była królewszczyzną tzn. była własnością aktualnie panującego monarchy. W XVI, XVII i XVIII w. Krzeczów był głównym ośrodkiem Starostwa krzeczowskiego.
Wojewoda krakowski, Aleksander Lubomirski, uniwersałem datowanym w Krakowie 22 lipca 1671 roku zwołał pospolite ruszenie województwa krakowskiego pod wieś Krzeczów koło Bochni na dzień 4 sierpnia 1671 roku.
W roku 1783 z terenu wsi Krzeczów wydzielono 142 morgi i 667 sążni ziemi na osadzenie niemieckich kolonistów (kolonizacja józefińska). Początkowo były osiedlone 4 rodziny - 18 osób, w roku 1789 było siedem rodzin. W roku 1812 kolonistów było 20 osób, a w roku 1880 - 34 osoby. Wszystkie osoby wyznania ewangelickiego, podlegały zborowi w Nowym Gawłowie.

## Zabytki
Obiekt wpisany do rejestru zabytków nieruchomych województwa małopolskiego.
- cmentarz wojenny nr 315 z I wojny światowej. Na cmentarzu jest pochowanych 32 Austriaków. Ich przynależność: 57 pułk piechoty, 2 pułk strzelców tyrolskich, 3 i 6 pułk huzarów. Naprzeciw pochowanych jest 42 Rosjan. Na cmentarzu jest 13 mogił pojedynczych, 9 zbiorowych. Daty śmierci: 12 listopada 1914 rok.

Projektantem cmentarza był Franc Stark.
O pochowanych żołnierzach armii rosyjskiej nic nie wiadomo, jedynie tyle, że wśród pochowanych jest kapitan. Również nic nie wiadomo o 29 żołnierzach armii austro-węgierskiej. Wśród pochowanych wymieniono: szeregowiec Paul Horwath, huzar Andrzej Toth 6 pułk huzarów pochowany 12 listopada 1914, starszy żołnierz Wojciech Kosiarski pp, plutonowy Czontos 3 p huzarów.

### Inne
- Folwark

W Krzeczowie, przy dworze był folwark. Według lustracji z 1564, stał młyn zakupny na rzece Brzezniczy (Gróbce), w którym są koła 2 mączne, które – gdy lato suche albo zima twarda – tedy nie mielą. Staraniem królowej Bony w folwarku wybudowano browar. Lustratorzy odnotowali również 2 chmielniki, 2 stawki i 3 sadzawki. W latach 60. XX widoczne były jeszcze dwa stawy oraz miejsce po groblach i stawach, po południowej stronie drogi. Z ustnej relacji; na rzece Gróbce był zimochów, gdzie przetrzymywano ryby w zimie. Młyn rozebrano, pozostał tylko w pamięci najstarszych mieszkańców Krzeczowa żyjących w połowie XX wieku.
Przed rokiem 1929 w Krzeczowie na folwarku stał pałacyk, oranżeria, cieplarnie, dom dla czeladzi z salą teatralna, miało tam siedzibę towarzystwo "Strzelec", dom ten w latach 50. rozebrano. Obecnie stojący tam dom został wybudowany w 1929 roku, przez tych samych pracowników, którzy budowali plebanię w Rzezawie. W okresie międzywojennym w tym budynku miała siedzibę Kasa Stefczyka, została ona ograbiona w czasie II wojny.
- Kapliczka murowana zapewne ok. poł. XIX w. – we wnętrzu murowana prosta mensa, na niej drewniane retabulum barokowo-ludowe z ok. poł. XIX w. architektonicznie ujęte parą kolumn o sprymitywizowanych kapitelach kompozytowych, w zwieńczeniu gołębica w glorii; w polu rzeźba Matki Boskiej z Dzieciątkiem, barokowo-ludowa (PSOZ Tarnów).

## Oświata
Szkoła w Krzeczowie założona w 1850 roku, istniała tylko 2 lata. Ponownie wznowiła działalność w 1855 r., działając do roku 1868. Wznowiła pracę w 1878 roku. Po wybuchu II wojny światowej, w roku 1940 Jadwiga Kowalska rozpoczęła douczanie młodzieży w ramach szkoły jawnej, oraz tajne nauczanie na poziomie szkoły powszechnej. 25 VI 1944 do pracy dydaktycznej dołączyli: Karolina Bokłak, Tomasz Bokłak, Katarzyna Drapalska. Tajne nauczanie trwało do 20 stycznia 1945 roku.

## OSPKrzeczów
Według "Kroniki OSP Krzeczów" jednostka ta powstała w roku 1917 lub 1918, a pierwszym prezesem został Tadeusz Piec – syn wójta. Zakupiono sprzęt ze zbiórki pieniężnej i zgromadzono go u Pilcha w środku wsi. Tak żeby w razie pożaru nie trzeba było zbyt daleko sprzętu transportować. Podstawowym sprzętem była ręczna sikawka.
Wcześniej, 19 stycznia 1913 w Krzeczowie powstała "Drużyna Bartoszowa", która liczyła 27 członków. Jednym z jej zadań była walka z pożarami. Stąd tak trudno ustalić datę powstania OSP, gdy wiele zorganizowanych grup stawiało sobie, jako jedno z zadań – walkę z pożarem.

## Osoby związane z Krzeczowem
Kacper Podłęski syn Stanisława młynarza z Krzeczowa. Zygmunt Stary w 1509 r. zatwierdza Kaspra Podłęskiego, plebana w Niedźwiedziu na sołectwie w Jodłówce. Był kanonikiem krakowskim i posesorem wielu prebend, prokuratorem kap. krakowskiej, starostą muszyńskim.
Stanisław Pytko. W roku 1931 zmienił nazwisko na Rupnowski. Służył w czasie I wojny w 16 pułku obrony krajowej w Krakowie w armii austriackiej od 1 stycznia 1914 do 24 października 1914, kiedy dostał się do niewoli rosyjskiej pod Kozienicami. W niewoli przebywał do 15 listopada 1918. Od 1 lutego  1920 (albo 1922) objął obowiązki kierownika szkoły w Krzeczowie. W roku 1925 wygłosił 12 odczytów. W tym samym roku założył sklepik szkolny, Kasę Stefczyka, bibliotekę szkolną. Prowadził kurs dla dorosłej młodzieży, oraz wieczorne czytanie arcydzieł literatury polskiej. Za jego kadencji rozpoczęto budowę szkoły.